# Szénakaszálás Éragnyban
A Szénakaszálás Éragnyban (La Récolte des Foins, Éragny) Camille Pissarro festménye, amely az amszterdami Van Gogh Múzeum gyűjteményének része.
A festmény 1887-ben készült Éragny-sur-Epte településen, ahova Camille Pissarro három évvel korábban költözött családjával Pontoise-ból, és ez lett fő tartózkodási helye 1903-ban bekövetkezett haláláig. Éragny ideális helyszín volt arra, hogy agrármunkákat örökítsen meg festményein. Pissarro harmincéves pályafutása alatt előszeretettel készített mezőgazdasági munkálatokat, mint például krumpliszedést ábrázoló festményeket és rajzokat.
A Szénakaszálás Éragnyban jó példája annak, hogy Pissarro milyen messzire jutott a pointilista stílus használatában, hogyan sikerült a különálló pontokkal, vonalakkal visszaadnia a színek és fények játékát. A fiának címzett egyik levelebén azt írta, hogy ez nehezen ment, napokig küszködött azzal, hogy elérje a vásznon, amit elképzelt. Vincent van Gogh csodálta Pissarro színhatásait, elképzelhető, hogy ezt a festményét is ismerte, ugyanis a kép 1887-ig bátyja, a műkereskedő Theo galériájában volt.